# Referéndum constitucional de Kirguistán de 2007
El 21 de octubre de 2007 se llevó a cabo un referéndum constitucional en Kirguistán, tras la crisis constitucional provocada por el cambio forzoso de gobierno tras la Revolución de los Tulipanes, en 2005, y luego de que las modificaciones realizadas por el nuevo Presidente, Kurmanbek Bakíev, fueran invalidadas por el Tribunal Constitucional del país el 14 de septiembre de 2007. A los votantes se les preguntó si aceptaban los cambios constitucionales y tener una nueva ley electoral. Ambos fueron aprobados con más del 95% de los votos. Tras la victoria del "Sí", Bakíev adelantó las elecciones parlamentarias a diciembre de ese mismo año.

## Trasfondo
En respuesta a la invalidación de las enmiendas constitucionales aprobadas tras la Revolución de los Tulipanes, el presidente Kurmanbek Bakíev convocó a referéndum el 19 de octubre de 2007. La nueva constitución preveía un Consejo Supremo con 90 miembros, hasta entonces 75 elegidos por representación proporcional mientras que los miembros de los partidos políticos declarados ilegales perderían sus escaños. El presidente tendría poder para nombrar o destituir al gobierno, a los funcionarios, al Consejo de Seguridad Nacional, jueces, fiscales, directores del Banco Nacional y miembros de la Comisión Electoral, pero no para disolver el Consejo Supremo. La nueva ley electoral establecería un umbral electoral nacional de 5% para los partidos políticos, establecería una cuota de género del 30% y requeriría que al menos el 15% de los candidatos tuvieran menos de 35 años y el 15% fueran de minorías nacionales. Se pensó que los cambios harían a muchos de los políticos independientes y partidos más pequeños ser eliminados del Consejo Supremo.

## Observadores
Según observadores de la Organización para la Seguridad y la Cooperación en Europa (OSCE), hubo informes de numerosas irregularidades, obstrucción de los observadores y relleno de papeletas; También dijo que la conciencia popular de lo que estaba en juego en el referéndum era baja y puso en duda la elevada tasa de participación. La embajada de los Estados Unidos también se mostró preocupada y dijo que el proceso electoral no alcanzó los estándares internacionales.

## Resultados

### Nueva constitución
| Elección                  | Votos     | %         |
| ------------------------- | --------- | --------- |
| A Favor                   | 2.078.748 | 94.39     |
| En contra                 | 99.336    | 4.56      |
| Votos nulos               | 22.950    | 1.05      |
| Total                     | 2.201.034 | 100       |
| Registrados               |           | 2,700,902 |
| Fuentes: Direct Democracy |           |           |

### Nueva Ley Electoral
| Elección                  | Votos      | %         |
| ------------------------- | ---------- | --------- |
| A Favor                   | 2.077.0308 | 94.31     |
| En contra                 | 100.978    | 4.67      |
| Votos nulos               | 22.577     | 1.02      |
| Total                     | 2.200.585  | 100       |
| Registrados               |            | 2,700,902 |
| Fuentes: Direct Democracy |            |           |